# Локалидад син Номбре, Хесус Колин Кастиљо (Пабељон де Артеага)
Локалидад син Номбре, Хесус Колин Кастиљо (шп. Localidad sin Nombre, Jesús Colín Castillo) насеље је у Мексику у савезној држави Агваскалијентес у општини Пабељон де Артеага. Насеље се налази на надморској висини од 1917 м.

## Становништво
Према подацима из 2005. године у насељу је живело 5 становника.

### Хронологија
| Година       | 2005 |
| ------------ | ---- |
| Становништво | 5    |

### Попис
| # | Индикатор                        | Вредност |
| - | -------------------------------- | -------- |
| 1 | Укупно појединачних домаћинстава | 1        |